# Emporia (Kansas)
Pour les articles homonymes, voir Emporia.
La ville d’Emporia est le siège du comté de Lyon, situé dans le Kansas, aux États-Unis.